# Джар-Кыштак (Ошская область)
Джар-Кыштак (кирг. Жар-Кыштак) — село в Алайском районе Ошской области Кыргызстана. Входит в состав Конур-Добонского айылного аймака.

## География
Село расположено в южной части области, к востоку от реки Куршаб, на расстоянии приблизительно 1 километра (по прямой) к северу от села Гульча, административного центра района. Абсолютная высота — 1571 метр над уровнем моря.

## Население
Согласно оценочным данным Национального статистического комитета Кыргызской Республики, численность населения села на начало 2023 года составляла 682 человека.
| год     | 2009 | 2014 | 2015 | 2020 | 2021 | 2023 |
| ------- | ---- | ---- | ---- | ---- | ---- | ---- |
| человек | 695  | 591  | 593  | 671  | 699  | 682  |